# 绿城卓越·傲旋城

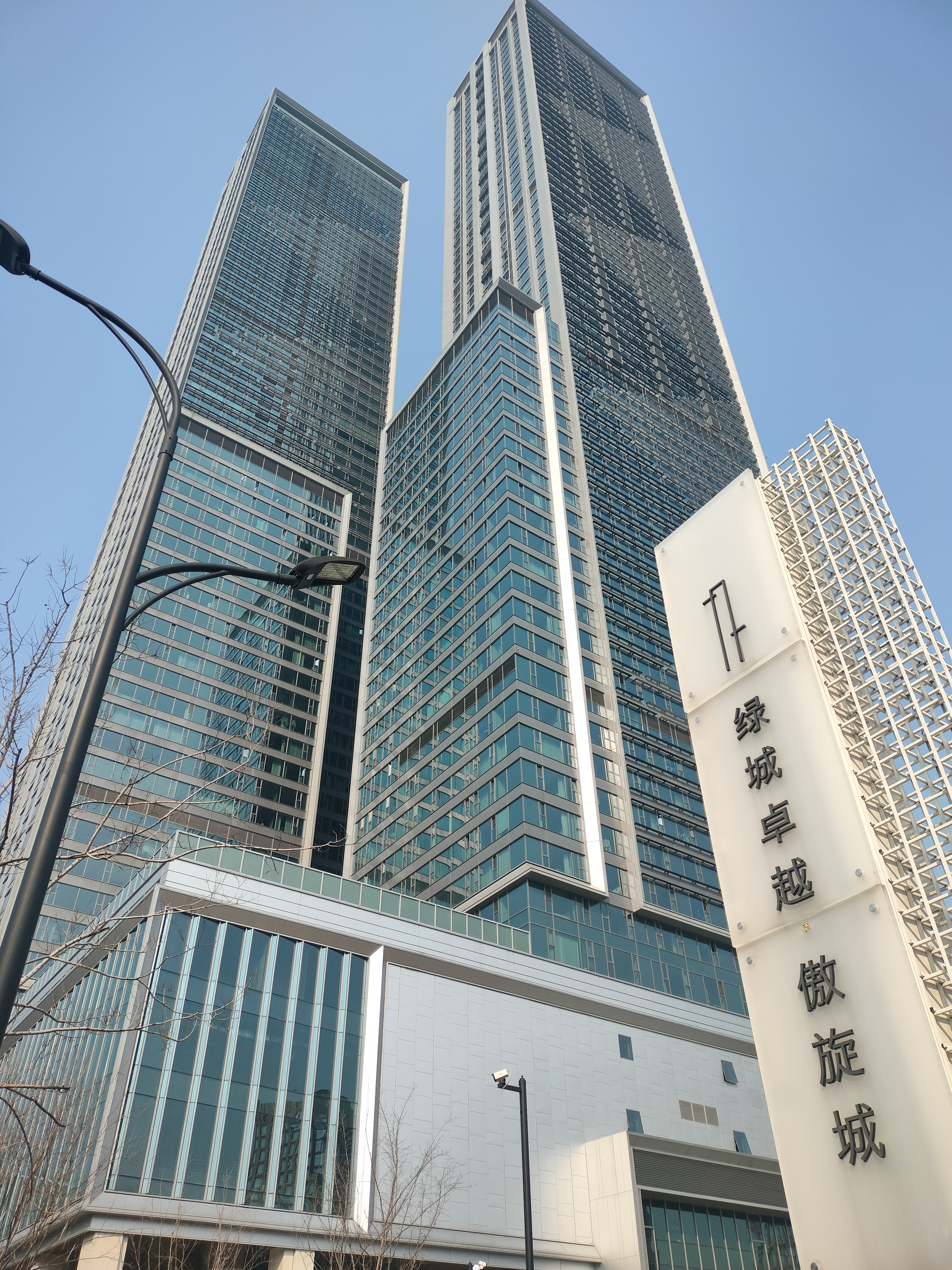

绿城卓越·傲旋城是位于杭州市滨江区的摩天大楼垂直生活综合体，由卓越集团开发销售，绿城集团代建。包括两座约240米的双子塔楼及一座约100米的塔楼，涵盖住宅（天空之宅）、公寓（云端跃墅）和酒店（铂尔曼酒店）。2024年建成。毗邻大华股份、连连大厦、网易大厦和阿里巴巴滨江园区。

## 简介
设计团队为AA、AECOM、CCD。占地面积约1.5万方，总建筑面积约21万方，240米高刷新了中国内地住宅新高度。A楼70层，B楼66层，C楼25层。A、B楼31层以上全是住宅项目。
傲旋城有云端会所、云端健身房、云端书吧、云端观景平台、云端停机坪、云端求援平台等配套设施。
铂尔曼酒店拥有一座空中恒温泳池。

## 周边
- 博文小学（西侧）
- 长江小区（南侧）